# Obrima pimaensis
Obrima pimaensis là một loài bướm đêm trong họ Erebidae.